# Лопес, Фелипе
Фелипе Лопес (исп. Felipe López; род. 19 декабря 1974 года в Сантьяго-де-лос-Трейнта-Кабальерос) — бывший доминиканский профессиональный баскетболист. Играл на позиции атакующего защитника. Был выбран на драфте НБА 1998 года в первом раунде под общим двадцать четвертым номером.

## Биография
Отец Фелипе был игроком-любителем бейсбола в Доминиканской Республике. Когда Лопесу было 14 лет, его семья иммигрировала в США. Он учился и играл в баскетбол в средней школе Райс (Манхэттен). В 1994 году Фелипе Лопес получил награду Мистер баскетбол США, стал баскетболистом года среди старшеклассников по версии USA Today.
Фелипе Лопес попал на обложку журнала Sports Illustrated до того как, сыграл свой первый матч в студенческом баскетболе. Он провел 4 сезона за баскетбольную команду университета Сент-Джонс. По окончании первого курса Лопеса включили в сборную новичков конференции All-Big East и в третью сборную этой конференции. Филипе вошел в третью и первую сборную конференции All-Big East в 1997 и 1998 годах соответственно. Лопес занимает 4-е место в списке бомбардиров Сент-Джонс Ред Сторм с 1927 набранными очками.
Фелипе Лопес был выбран на драфте НБА 1998 года в первом раунде под общим двадцать четвертым номером «Сан-Антонио Спёрс». Он был сразу обменян в Ванкувер Гриззлис. Он сыграл 112 матчей за «Ванкувер». Затем в результате обмена 22 августа 2000 года Лопес стал игроком «Вашингтон Уизардс». На правах свободного агента Фелипе подписал контракт с «Миннесота Тимбервулвз».
В 2005 году Фелипе Лопес предпринял попытку вернутся в НБА. Перед началом сезона 2005/2006 Лопес был в тренировочном лагере «Орландо Мэджик», но те его отчислили перед началом регулярного сезона.

## Статистика

### Статистика в НБА
| Сезон                                                                                    | Команда               | Регулярный сезон | Регулярный сезон | Регулярный сезон | Регулярный сезон | Регулярный сезон | Регулярный сезон | Регулярный сезон | Регулярный сезон | Регулярный сезон | Регулярный сезон | Регулярный сезон | Серия плей-офф | Серия плей-офф | Серия плей-офф | Серия плей-офф | Серия плей-офф | Серия плей-офф | Серия плей-офф | Серия плей-офф | Серия плей-офф | Серия плей-офф | Серия плей-офф |
| Сезон                                                                                    | Команда               | GP               | GS               | MPG              | FG%              | 3P%              | FT%              | RPG              | APG              | SPG              | BPG              | PPG              | GP             | GS             | MPG            | FG%            | 3P%            | FT%            | RPG            | APG            | SPG            | BPG            | PPG            |
| ---------------------------------------------------------------------------------------- | --------------------- | ---------------- | ---------------- | ---------------- | ---------------- | ---------------- | ---------------- | ---------------- | ---------------- | ---------------- | ---------------- | ---------------- | -------------- | -------------- | -------------- | -------------- | -------------- | -------------- | -------------- | -------------- | -------------- | -------------- | -------------- |
| 1998/99                                                                                  | Ванкувер Гриззлис     | 47               | 32               | 25,9             | 44,6             | 27,3             | 64,4             | 3,5              | 1,3              | 1,0              | 0,3              | 9,3              | Не участвовал  | Не участвовал  | Не участвовал  | Не участвовал  | Не участвовал  | Не участвовал  | Не участвовал  | Не участвовал  | Не участвовал  | Не участвовал  | Не участвовал  |
| 1999/2000                                                                                | Ванкувер Гриззлис     | 65               | 0                | 12,0             | 42,5             | 16,7             | 61,5             | 1,9              | 0,7              | 0,5              | 0,3              | 4,5              | Не участвовал  | Не участвовал  | Не участвовал  | Не участвовал  | Не участвовал  | Не участвовал  | Не участвовал  | Не участвовал  | Не участвовал  | Не участвовал  | Не участвовал  |
| 2000/01                                                                                  | Вашингтон Уизардс     | 47               | 38               | 23,6             | 43,6             | 20,7             | 73,2             | 3,4              | 1,6              | 0,9              | 0,4              | 8,1              | Не участвовал  | Не участвовал  | Не участвовал  | Не участвовал  | Не участвовал  | Не участвовал  | Не участвовал  | Не участвовал  | Не участвовал  | Не участвовал  | Не участвовал  |
| 2000/01                                                                                  | Миннесота Тимбервулвз | 23               | 10               | 19,9             | 45,4             | 56,5             | 57,6             | 3,2              | 1,5              | 0,9              | 0,5              | 7,4              | 4              | 0              | 13,8           | 31,8           | 34,1           | 66,7           | 2,8            | 1,3            | 1,0            | 0,0            | 4,3            |
| 2001/02                                                                                  | Миннесота Тимбервулвз | 67               | 0                | 8,7              | 37,8             | 42,4             | 67,3             | 1,2              | 0,6              | 0,3              | 0,0              | 2,5              | 3              | 0              | 10.0           | 25,0           | 50,0           | 50,0           | 0,3            | 0,3            | 0,3            | 0,0            | 1,3            |
|                                                                                          | Всего                 | 249              | 80               | 16,6             | 43,2             | 32,7             | 65,9             | 2,4              | 1,0              | 0,6              | 0,2              | 5,8              | 7              | 0              | 12,1           | 30,8           | 28,6           | 60,0           | 1,7            | 0,9            | 0,7            | 0,0            | 3,0            |
| Наведите курсор мыши на аббревиатуры в заголовке таблицы, чтобы прочесть их расшифровку. |                       |                  |                  |                  |                  |                  |                  |                  |                  |                  |                  |                  |                |                |                |                |                |                |                |                |                |                |                |

### Статистика в колледже
| Сезон                                                                                   | Команда              | GP  | GS | MPG | FG%  | 3P%  | FT%  | RPG | APG | SPG | BPG | PPG  |  |
| --------------------------------------------------------------------------------------- | -------------------- | --- | -- | --- | ---- | ---- | ---- | --- | --- | --- | --- | ---- |  |
| 1994/95                                                                                 | Сент-Джонс Ред Сторм | 28  |    |     | 41,1 | 30,7 | 75,3 | 5,7 | 2,8 | 1,5 | 0,5 | 17,8 |  |
| 1995/96                                                                                 | Сент-Джонс Ред Сторм | 27  |    |     | 40,6 | 26,0 | 68,3 | 6,2 | 1,9 | 1,1 | 0,5 | 16,2 |  |
| 1996/97                                                                                 | Сент-Джонс Ред Сторм | 27  |    |     | 40,7 | 25,0 | 62,0 | 6,8 | 2,3 | 1,0 | 0,4 | 15,9 |  |
| 1997/98                                                                                 | Сент-Джонс Ред Сторм | 32  |    |     | 43,1 | 33,7 | 57,3 | 4,8 | 2,7 | 1,2 | 0,8 | 17,6 |  |
|                                                                                         | Всего                | 114 |    |     | 41,5 | 29,6 | 65,7 | 5,8 | 2,4 | 1,2 | 0,6 | 16,9 |  |
| Наведите курсор мыши на аббревиатуры в заголовке таблицы, чтобы прочесть их расшифровку |                      |     |    |     |      |      |      |     |     |     |     |      |  |